# A Time for Justice
A Time for Justice ist ein US-amerikanischer Dokumentar-Kurzfilm über die Geschichte der Bürgerrechtsbewegung aus dem Jahr 1994, produziert von  Charles Guggenheim. Der Film gewann 1995 einen Oscar in der Kategorie Bester Dokumentar-Kurzfilm und erhielt Unterstützung vom Southern Poverty Law Center. Der Film ist in den USA Bestandteil des Schulunterrichts und seit September 2011 in restaurierter Fassung auf DVD erhältlich.

## Inhalt
Der Dokumentarfilm präsentiert eine kurze Geschichte der Bürgerrechtsbewegung und verwendet dabei historische Aufnahmen und sprachliche Beschreibungen der Beteiligten. Begebenheiten, die aufgegriffen werden, sind der Busboykott von Montgomery, die Schulintegration von Little Rock, die Demonstrationen in Birmingham sowie die Selma-nach-Montgomery-Märsche im Jahr 1965.